# Mariano Padilla y Ramos
Pour les articles homonymes, voir Padilla.
Francisco de Asís Mariano del Carmen Marco Padilla y Ramos (18 juillet 1843 – 21 novembre 1906) connu comme Mariano Padilla y Ramos ou Mariano  Padilla est un baryton espagnol qui a excellé dans le rôle-titre de Don Giovanni de Mozart.

## Biographie
Padilla est né à Murcie,  fils d'un avocat de la ville, Marco Antonio Padilla et de Manuela Ramos Alba de Beniel. Il avait cinq frères.
Il a étudié avec Teodulo Mabellini à Florence et il a chanté dans de nombreux pays Européens, notamment en Angleterre, où il a chanté dans Dinorah de Giacomo Meyerbeer en 1881. Il se produit à Covent Garden en 1887 et à Prague la même année à l'occasion du centenaire de Don Giovanni.
Il est peut-être mieux connu comme l'homme qui s'est marié avec la soprano Désirée Artôt , à la grande surprise de son fiancé " officieux", Piotr Ilitch Tchaïkovski.  Désirée Artôt s'est produite en Russie , en 1868, où elle a rencontré et est tombé amoureuse  de Tchaïkovski. Leurs sentiments semblent avoir été réciproques, et ils ont discuté de mariage, bien qu'ils n'ont jamais été officiellement fiancés. Néanmoins, il y aurait eu une sorte d'accord entre eux. Elle a dû continuer la tournée programmée  et le quitter pour aller à  Varsovie, mais ils avaient prévu de se réunir à nouveau dans sa propriété, près de Paris pendant l'été 1869.
Toutefois, sans aucun avertissement ni communication avec Tchaïkovski, comme les conventions sociales de l'époque l'aurait exigé, même si, auparavant elle avait déjà ridiculisé Tchaïkovski. Désirée Artôt s'est marié avec Padilla y Ramos qui était de sept ans son cadet. Ils étaient membres de la même troupe d'opéra. Tchaïkovski lui-même était son cadet de cinq ans.  Le mariage a eu lieu le 15 septembre 1869, à Sèvres, ou Varsovie,,,
Leur fille, la soprano Lola Artôt de Padilla, est aussi devenu une célèbre chanteuse d'opéra.
Mariano Padilla y Ramos, est mort à Paris en novembre 1906, à l'âge de 64 ans, quatre mois à peine avant Désirée Artôt.